# Chéniers
 Chéniers  es una comuna (municipio) de Francia, en la región de Lemosín, departamento de Creuse, en el distrito de Guéret y cantón de Bonnat.
Su población en el censo de 1999 era de 583 habitantes. 
Está integrada en la Communauté de communes des Deux Vallées.

## Demografía
| 726 | 837 | 706 | 684 | 631 | 583 |
| Para los censos de 1962 a 1999 la población legal corresponde a la población sin duplicidades (Fuente: INSEE [Consultar]) |     |     |     |     |     |